# Rāken-e Pā'īn
Rāken-e Pā'īn (persiska: راكن پائين, راكِنِ سُفلَى, Rāken-e Pā’īn) är en ort i Iran.   Den ligger i provinsen Lorestan, i den centrala delen av landet, 300 km sydväst om huvudstaden Teheran. Rāken-e Pā'īn ligger 1 383 meter över havet och antalet invånare är 101.
Terrängen runt Rāken-e Pā'īn är bergig söderut, men norrut är den kuperad. Rāken-e Pā'īn ligger nere i en dal som går i sydostlig-nordvästlig riktning. Runt Rāken-e Pā'īn är det ganska glesbefolkat, med 29 invånare per kvadratkilometer. Närmaste större samhälle är Dorūd, 9,2 km nordost om Rāken-e Pā'īn. Trakten runt Rāken-e Pā'īn består i huvudsak av gräsmarker.